# Schloss Winkl (Oberbayern)

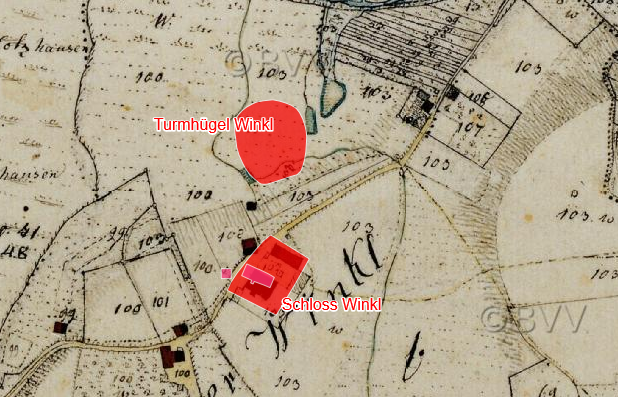
Lageplan des Turmhügels Winkl und von Schloss Winkl (Oberbayern) auf dem Urkataster von Bayern

Das Schloss Winkl ist ein Schloss in Winkl bei Grabenstätt im Landkreis Traunstein von Bayern. Die Anlage ist unter der Aktennummer D-1-89-119-35 als denkmalgeschütztes Baudenkmal von Winkl verzeichnet. Ebenso wird sie als Bodendenkmal unter der Aktennummer D-1-8141-0239 im Bayernatlas als „untertägige frühneuzeitliche Befunde im Bereich von Schloss Winkl bei Grabenstätt und seines Vorgängerbaus“ geführt.

## Geschichte
Schloss Winkl ist ein schlichter Rechteckbau mit mittigem Erkervorbau und Schopfwalmdach aus der 2. Hälfte des 18. Jahrhunderts. Im Kern ist es älter. 1994 ist das Schloss ausgebrannt.
2012 erfolgte eine umfassende Sanierung des Schlosses und die Umwandlung in Eigentumswohnungen. Auf dem Schlossareal wurden weitere Gebäude errichtet; die gesamte Wohnanlage umfasst 28 Einheiten, im Schloss selbst sind es neun.